# زهرة اللهاة الفلوريدية
زهرة اللهاة الفلوريدية (الاسم العلمي:Uvularia floridana) هو نوع من النباتات يتبع جنس زهرة اللهاة من الفصيلة اللحلاحية.